# Hotel Neptun

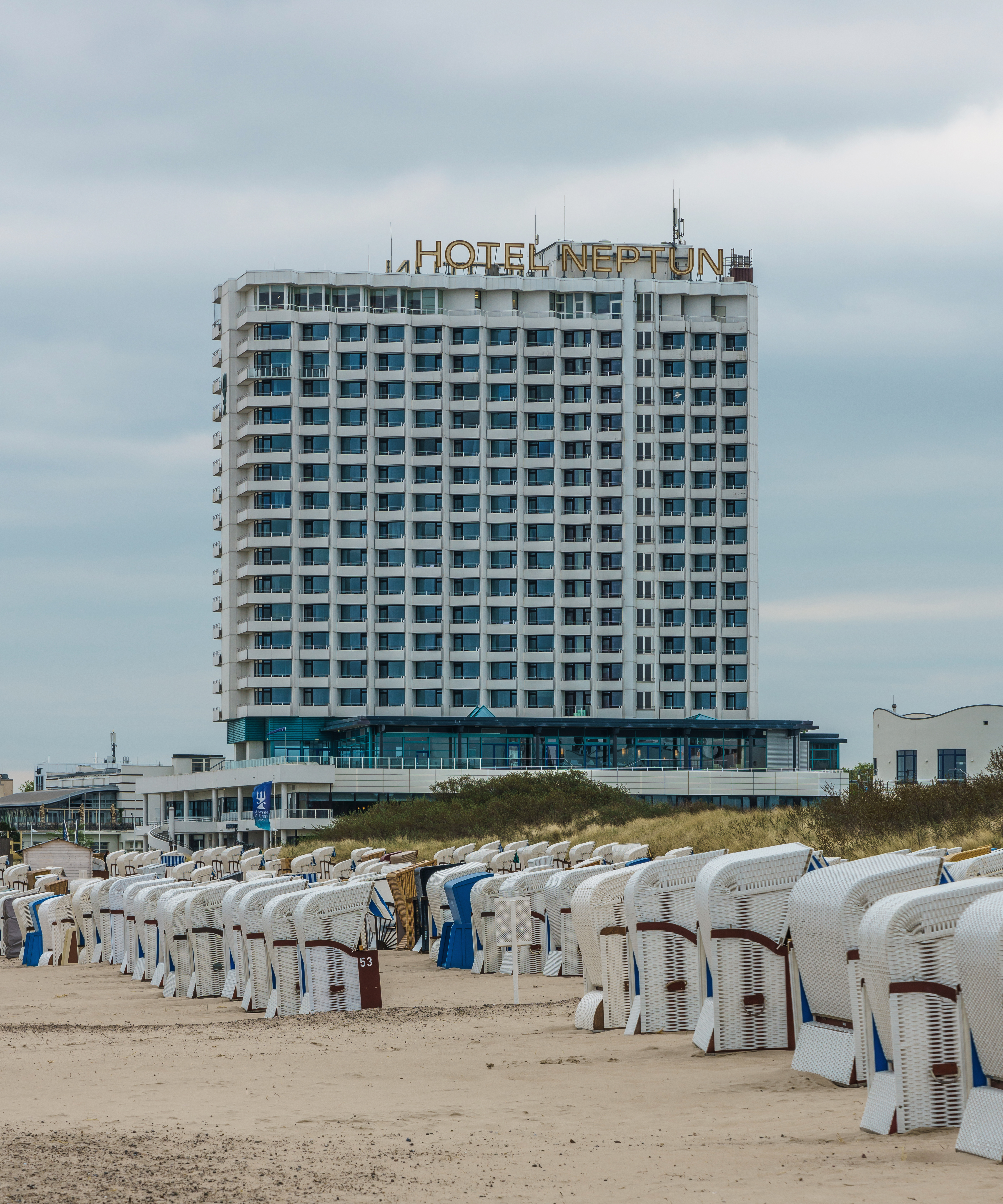
Fassade des Hotels

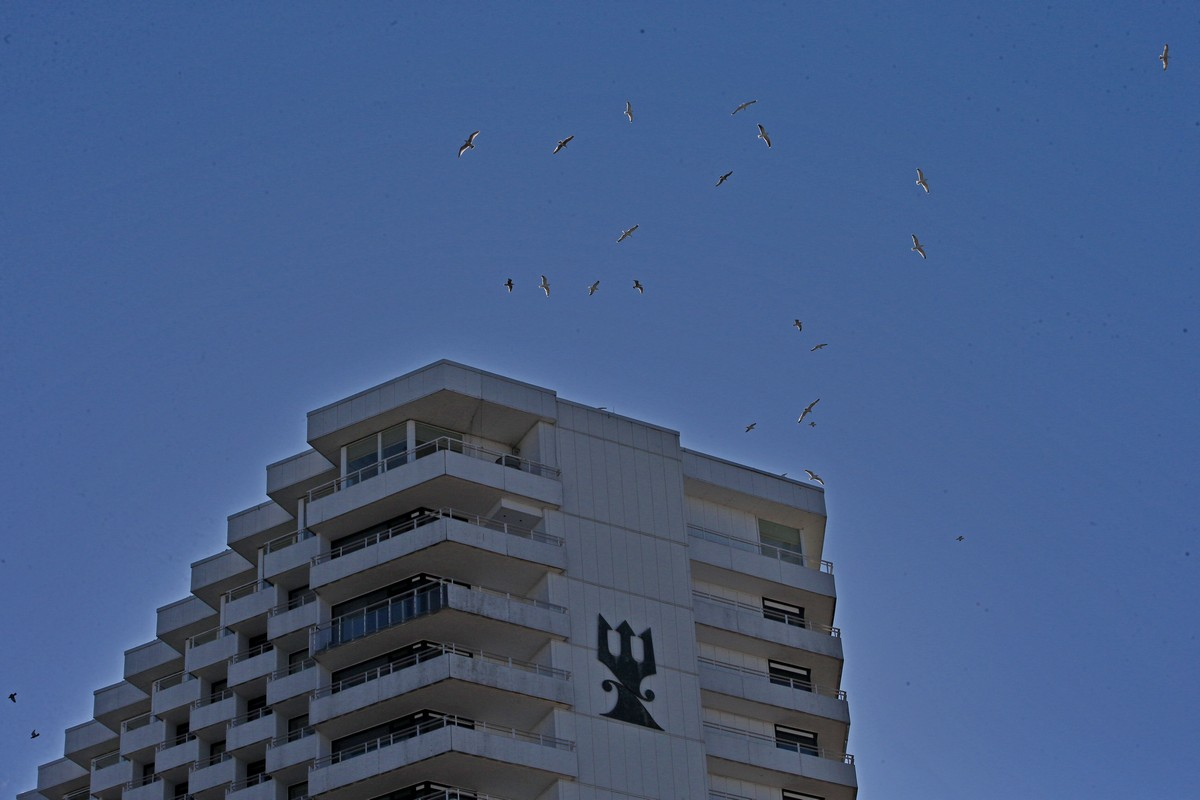
Obere Etagen

Das Hotel Neptun ist ein am Strand der Ostsee gelegenes 5-Sterne-Hotel im Ostseebad Warnemünde, das 1971 den Betrieb aufnahm. Mit einer Höhe von 64 m ist das Hotel Rostocks dritthöchstes Gebäude.
In der Deutschen Demokratischen Republik waren nahezu alle Hotels der gehobenen Klasse Interhotels. Zur Handelsorganisation gehörig, war das Neptun eine Ausnahme. Das Hotel mit 19 Etagen und 338 Zimmern erhielt nach 1990 das erste zertifizierte Thalassozentrum Deutschlands und bietet eine Meerwasserschwimmhalle in der vierten Etage, mit Blick auf die Ostsee. Es gehörte als „Wellness-Hotel“ zur DSR Hotel Holding, einer Tochtergesellschaft der Deutschen Seereederei Rostock (DSR). 2017 wurde das Hotel von der DSR an einen russischen Investor verkauft. Die DSR fungiert seitdem nur noch als Betreibergesellschaft.
Nach der Deutschen Wiedervereinigung wurde das Gebäude saniert. Das Hotel bietet drei Restaurants, ein Weineck, ein Rundsicht-Café, eine Panorama-Bar in der 19. Etage, zwei Bars im Innenbereich, eine Strandbar sowie die Diskothek Da Capo. Mit Stand 2018 sind mehr als 300 Mitarbeiter, davon rund 70 Auszubildende im Hotel beschäftigt.

## Geschichte

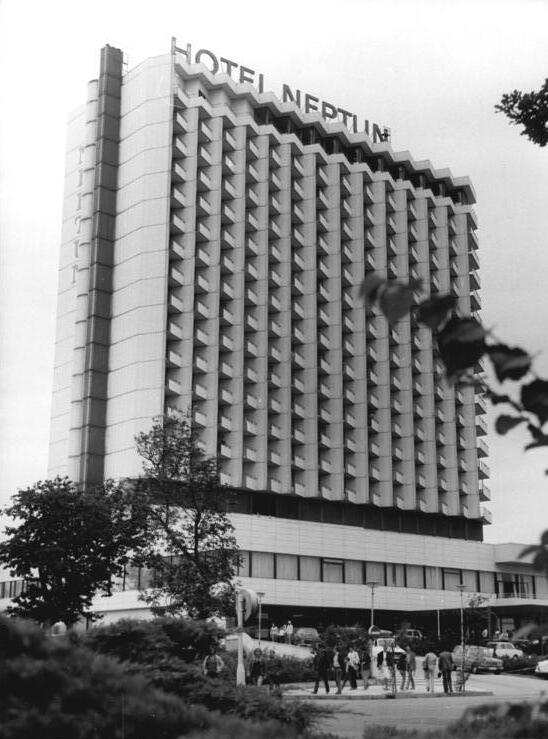
1982

Das Wohnungsbaukombinat und das schwedische Unternehmen SIAB errichteten von 1969 bis 1971 den 68 m (neu gemessen) hohen „Betonklotz“, der im Juni 1971 eröffnet wurde. Die Architekten Fritz Jaenecke und Sten Samuelson, Malmö, hatten den Bau so geplant, dass alle der rund 350 Zimmer einen mindestens seitlichen Meeresblick haben. Die künstlerische Gestaltung, zu der auch eine Strukturwand aus Schiefer gehört, übernahm Jo Jastram.
Zunächst war das Hotel nur für ausländische Touristen, die Devisenausländer, vorgesehen. Nach dem VIII. Parteitag der SED und dem Machtwechsel von Walter Ulbricht hin zu Erich Honecker wurden im Rahmen der sogenannten Einheit von Wirtschafts- und Sozialpolitik etwa 80 Prozent der damals circa 700 Betten für einheimische Gäste freigehalten. Nach dem Motto „alle wohnen gleich“ wurden die Zimmer überwiegend durch den FDGB-Feriendienst belegt. Diese Hotelplätze wurden für 310 Mark für zwölf Tage Vollpension über die Ferienkommissionen der Betriebe vergeben, welche die Urlauber nach „sozialistischen“ Kriterien auswählte. Trotzdem hatte das Hotel mit der Preisstufe „S+200“ die höchste Preiskategorie der DDR, was sich vor allem in den gastronomischen Einrichtungen niederschlug, die nicht im Rahmen der Vollpension verfügbar waren.
Zum Hotel gehörte ein Restaurantkomplex in der nahe gelegenen Schillerstraße, in dem verschiedene internationale Restaurants angesiedelt waren. Bemerkenswert für ein DDR-Hotel der 1970er Jahre war neben einem Meerwasserschwimmbad direkt in der 2. Etage des Hotels eine angeschlossene Meerwasserschwimmhalle mit Wellenanlage und die Sky-Bar in der 19. Etage. Hier kann das Dach nachts für den „Tanz unter Sternen“ geöffnet werden. Im Keller des Neptun befand sich die erste Diskothek der DDR – heute das DaCapo. Das Restaurant „Grillstube Broiler“ als Hähnchenbraterei ist eines der wenigen, das heute noch dieses für die DDR typische Wort im Namen führt. Des Weiteren gibt es das Hotelrestaurant „Dünenfein“, das Fischrestaurant „Genusshafen“ und das Restaurant „Weineck“. In der Lobby befinden sich neben der Rezeption der hoteleigene Shop „Neptun Welt“, zwei Bekleidungsgeschäfte und die Lobby-Bar inklusive Live-Pianomusik.
Neben den einheimischen Urlaubern übernachteten auch Geschäftsleute aus dem Westen gern in dem Prestige-Objekt. Hinzu kamen Staatsgäste wie Fidel Castro, aber auch westdeutsche Politiker wie Uwe Barschel und Willy Brandt. Für die Staatssicherheit der DDR war das eine gute Gelegenheit, Informationen zu sammeln. Es ist daher nicht verwunderlich, dass das Neptun im Volksmund „Stasi-Hotel“ hieß. Im Foyer der SKY-Bar befindet sich eine Fotowand mit vielen Prominenten, die im Neptun weilten.

Hotelwährung zu DDR-Zeiten

Aus den unvermeidlichen Kontakten zwischen Ost- und Westbürgern ergab sich ein Schwarzhandel, der durch die Einführung einer eigenen Währung eingedämmt wurde. Die eigene Landeswährung musste obligatorisch von jedem Gast in das Neptun-Geld umgetauscht werden. Die Versorgung des Hotels jedoch, beispielsweise mit hochwertigen Nahrungsmitteln, war dagegen oft nur mittels Tauschgeschäften sicherzustellen. Passend dazu stand Alexander Schalck-Golodkowski als „Devisen-Beschaffer“ für die Kommerzielle Koordinierung eine ständige Suite im Hotel zur Verfügung.
Bis 1990 war das Neptun ein „Volkseigener Einzelhandelsbetrieb“ (VE EHB Hotel Neptun) der Handelsorganisation und nicht, wie alle anderen gehobenen Hotels Interhotel, danach wechselte es fünfmal den Eigentümer. Der Hoteldirektor jedoch blieb seit der Eröffnung bis zu seiner Pensionierung im Herbst 2007 Klaus Wenzel. Wenzels Nachfolger ist Guido Zöllick.
Das Hotel ist im Rahmen des Verbands deutscher Thalasso-Zentren zertifiziert. Die Wellnesseinrichtung „Neptun Spa“ mit der Meeresschwimmhalle wurde nach der Wende deutlich ausgebaut und erweitert. Das Hotel ist offizielles Partnerhotel des 2009 eröffneten Golfplatzes Warnemünde bei Elmenhorst. Als „Golfbetreuerin“ ist die ehemalige Spitzenathletin Grit Breuer-Springstein tätig. Auch wissenschaftliche Tagungen wurden im Neptun ausgerichtet. So auch die 8. Jahrestagung der GAA als gemeinsame Tagung mit der Studiengruppe Pharmakoepidemiologie der Deutschen Gesellschaft für Klinische Pharmakologie, der Projektgruppe Pharmakoepidemiologie der Deutschen Gesellschaft für Medizinische Informatik, Biometrie und Epidemiologie sowie der Arbeitsgemeinschaft Pharmakoepidemiologie  und Fachgruppe Allgemeinpharmazie der DPhG vom 29. bis 30. März 2001.

## Darstellung in den Medien

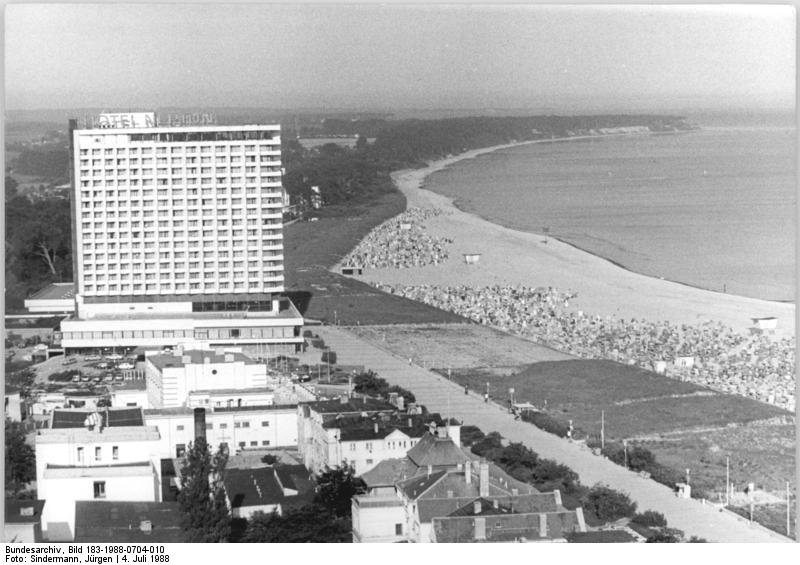
1988

Seit der Wende und friedlichen Revolution in der DDR  tauchte das Neptun einige Male in der bundesdeutschen Medienlandschaft auf. Im Jahr 2006 schließlich wurden im Abstand von lediglich gut zwei Monaten zwei Dokumentationen von unterschiedlichen Landesrundfunkanstalten der ARD erstausgestrahlt. Die MDR-Reportage vom Juli 2006 war weitgehend wohlwollend gegenüber dem Neptun und seinen Beschäftigten gehalten. Gegen Ende des Filmes wird festgestellt: „Das Neptun – immer im Dunstkreis des MfS. Viele wollten es beweisen, bisher hat sich niemand getraut, die richtigen Ex-Mitarbeiter zu fragen.“ Exakt dieses Thema griff die kritische NDR-Dokumentation vom September 2006 schon im Titel auf: Hotel der Spione – Das „Neptun“ am Ostseestrand. Dargestellt wurde die Stasi-Mitarbeit von Spitzenkräften des Neptun unter Nennung der IM-Decknamen, etwa des General Managers Klaus Wenzel (IM „Wimpel“) und des ehemaligen Empfangschefs Thomas Klippstein (1962–2013) (IM „Benjamin“). Da letzterer inzwischen Direktor des Hotel Adlon in Berlin geworden war, folgte ein großes Medienecho, schließlich trat Klippstein von seinem Posten zurück.

## Prominente Gäste
Bekannte Schauspieler, Musiker, Politiker u. a., die bereits im Hotel Neptun genächtigt haben, sind: Uwe Barschel, Fidel Castro, Armin Mueller-Stahl, Sigmund Jähn, Erwin Geschonneck, Helmut Schmidt, Friede Springer, Christine Neubauer, Jürgen von der Lippe, Udo Lindenberg, Gisela May, Hanna Schygulla, Till Lindemann, Katrin Sass, Bettina Böttinger, Natalia Wörner, Don King (Box-Promoter), Max Herre, Reiner Calmund, Guido Westerwelle, Angela Merkel, Frank-Walter Steinmeier und Nina Hagen.

## Auszeichnungen
Mit u. a. folgenden Siegeln und Auszeichnungen wurde das Hotel Neptun im Laufe der Jahre bedacht:
- DEHOGA: Klassifizierung als 5-Sterne-Hotel
- Verband Deutscher Thalasso-Zentren: Gütesiegel als erstes Original-Thalasso-Zentrum Deutschlands
- Deutscher Wellnessverband: seit 2002 Qualitätszertifikat „EXZELLENT“
- IHK: seit 2007 „TOP Ausbildungsbetrieb“
- TÜV Rheinland: seit 2008 höchstes Qualitätszertifikat „PREMIUM Wellness-Hotel & Spa“
- Unternehmenspreis 2009 für General Manager Guido Zöllick und das Neptun-Team
- DEHOGA: Qualitätssiegel „ServiceQ Deutschland“ 2009
- „TUI Holly 2010“ für eines der 100 beliebtesten Ferienhotels weltweit
- „Preis des Gesundheitstourismus 2011“ der „Touristik & Caravaning International“ Leipzig
- DEHOGA: Qualitätssiegel „ServiceQualität Deutschland Stufe II“ 2014

## Fernsehreportagen
- Hotel der Spione – Das „Neptun“ am Ostseestrand. NDR, erstmals ausgestrahlt am 25. September 2006.
- Steffen Schneider: Warnemünde – Fünf Sterne für’s Volk. MDR, erstmals ausgestrahlt am 18. Juli 2006.